# Kaf al-Hamam
Kaf al-Hamam (arab. كاف الحمام) – wieś w Syrii, w muhafazie Tartus. W 2004 roku liczyła 372 mieszkańców.